# (2219) Mannucci
(2219) Mannucci (1975 LU) – planetoida z pasa głównego asteroid okrążająca Słońce w ciągu 5,59 lat w średniej odległości 3,15 au. Odkryta 13 czerwca 1975 roku.